# ルドルフ・ルイス
ルドルフ・ルイス（Rudolph Lewis、1888年7月19日 – 1933年10月29日）は、南アフリカ、ウォーターバーグ・ビオスフェア出身の元自転車競技（ロードレース）選手。オーケイ・ルイス（Okey Lewis）とも言う。

## 経歴
前職は金鉱山の鉱夫だった。
1912年に行われたストックホルムオリンピックの個人ロードレース（個人タイムトライアル）で優勝。
五輪終了後、プロに転向。ドイツで競走生活を送り、1913年のルント・ウム・ケルンでは2位に入った。しかし第一次世界大戦が1914年に勃発したため、プロ生活はわずか2年で終了。また捕虜として長い間拘束されていた。